# Тернопільська обласна премія імені Володимира Гнатюка
Тернопільська обласна премія імені Володимира Гнатюка — регіональна премія Тернопільської области. Заснована на честь етнографа, фольклориста, мовознавця, літературознавця, мистецтвознавця, перекладача та громадського діяча Володимира Гнатюк.
На здобуття премій подаються нові оригінальні твори і роботи, опубліковані (оприлюднені) у завершеному вигляді протягом останніх п’яти років, але не пізніше як за півроку до їх висунення на здобуття премій.

## Лауреати
- 2008 — Віра Стецько[1]
- 2009 — не присуджено[2]
- 2010 — Олександр Смик[3]
- 2011 — Михайло Сохацький[4]
- 2012 — не присуджено[5]
- 2013 — Володимир Бірчак, Орест Савка[6]
- 2014 — Надія Голод, Микола Проців, Наталія Бойко[7]
- 2015 — Наталія Собкович[8]
- 2016 — Олег Смоляк[9]
- 2017 — Володимир Окаринський[10]
- 2018 — Леся Гапон[11]
- 2019 — не присуджено[12]
- 2021 — Людмила Строцець, Марина Ягодинська[13]
- 2022 — Михайло Тимошик[14]